# 박경모
박경모(朴敬模, 1975년 8월 15일~)는 대한민국의 전 양궁 선수이자, 현재는 충남 공주시청 양궁 팀의 감독이다.

## 경력
1993년 국가대표로 처음 선발되어 같은 해 세계 선수권 대회에서 대한민국 선수로는 처음으로 남자 개인전에서 금메달을 획득하였다. 이후 1994년 히로시마 아시안 게임에서도 개인전 금메달을 획득하였으며, 같은 해 코리아 국제 양궁 대회에서도 개인전 금메달을 획득하였다. 또한, 2006년에는 양궁 월드컵 대회에서 개인전 금메달을 획득하였다.
이후 2008년 베이징 올림픽 남자 양궁 단체전에서 이창환, 임동현과 함께 금메달을 획득하였으나, 평소 대한민국 남자 대표팀이 고전을 면치 못하였던 개인전에서는 우크라이나의 빅토르 루반에게 1점차로 역전을 당해 1992년 바르셀로나 올림픽의 정재헌 이후 16년 만에 은메달을 획득하였고, 첫 금메달에는 실패하였다. 올림픽 양궁 남자 개인전에서는 2012년 런던 올림픽에서 오진혁이 최초로 금메달을 획득하게 된다.
베이징 올림픽 전후로 박경모는 현역 은퇴를 선언하였다. 이는 2007년에 오른손 중지의 부상을 당하면서부터, 그동안 15여년 간 이어온 선수 생활을 은퇴하고 모 실업팀의 코치로 갈 것을 희망하고 있었기 때문이었다. 2008년 12월에는 1년간 교제해 온 같은 양궁 메달리스트인 박성현과 결혼했고, 박성현도 전라북도청 양궁 팀의 감독을 맡게 되어 부부 지도자로 거듭나게 되었다.

## 같이 보기
- 박성현

## 출신 학교
- 이원초등학교
- 이원중학교
- 충북상업고등학교